# Châlonvillars
Châlonvillars település Franciaországban, Haute-Saône megyében. Lakosainak száma 1253 fő (2022. január 1.). Châlonvillars Essert, Chagey, Frahier-et-Chatebier, Mandrevillars, Buc és Évette-Salbert községekkel határos.

## Népesség
A település népességének változása:
| Lakosok száma | 1260 | 1256 | 1286 | 1248 | 1243 | 1238 | 1243 | 1242 | 1253 |
|               | 2013 | 2015 | 2016 | 2017 | 2018 | 2019 | 2020 | 2021 | 2022 |